# 그래비티 러시
《그래비티 러시》(Gravity Rush)는 회사 재팬 스튜디오 소속 개발진 팀 그래비티가 개발하고 소니 인터랙티브 엔터테인먼트가 배급한 비디오 게임 기반 미디어 프랜차이즈이다. 《사일런트 힐》과 《사이렌》 시리즈를 주관한 토야마 케이이치로가 총괄제작했다. 일본판 제목은 《그래비티 데이즈》이다.
첫 편 《그래비티 러시》는 플레이스테이션 비타로 2012년 2월 9일 발매됐다. 주인공은 중력술사의 힘을 비행할 수 있는 캣으로 마을 헥사빌에서 적종족 네비를 물리치며 영웅으로서 활동하는 내용이다. 2015년에 플레이스테이션 4로 리마스터가 출시됐다. 후속작 《그래비티 러시 2》는 2017년 1월 18일 발매됐다.

## 영화
2022년 8월, 안나 마스트로가 감독하고 에밀리 제롬이 각본을 쓴 영화판을 플레이스테이션 프로덕션스와 스콧 프리 프로덕션스가 제작중이라는 보도가 공개됐다.

### 내용주
1. ↑  영어: Gravity Daze, 일본어: グラビティデイズ

### 참조주
1. ↑  Grobar, Matt (2022년 8월 22일). “'Gravity Rush' Film Based On PlayStation Game In Works From PlayStation Productions & Scott Free; Anna Mastro Attached To Direct From Emily Jerome's Script”. 《Deadline》. 2022년 8월 22일에 확인함.